# Paul Grabowsky
Paul Grabowsky (* 27. September 1958 in Lae, Papua-Neuguinea) ist ein australischer Jazzmusiker (Piano, Arrangements und Komposition).

## Leben
Grabowsky erhielt ab dem fünften Lebensjahr Klavierunterricht und studierte am Konservatorium von Melbourne. 1978 erhielt er einen ersten Kompositionsauftrag des Australia Council Music Board. 1981 kam er nach Rundfunkauftritten in seiner Heimat aufgrund eines Stipendiums nach Deutschland. Hier wurde er mit dem Quartett von Günther Klatt bekannt, gründete ein Trio mit Rocky Knauer und Sunk Pöschl. Zudem trat er mit Chet Baker, Roman Schwaller, Leszek Zadlo, Benny Bailey, Johannes Faber, Sal Nistico und Johnny Griffin auf. Lala Kovacev („Balkan Impressions“), Remo Rau, die Gruppen Just Friends („Don’t Look Back“) und Die Konferenz zogen ihn für Aufnahmen heran. Mit eigenem Trio trat er auf Festivals auf und legte eigene Einspielungen vor. 1985 kehrte er nach Melbourne zurück. In Australien arbeitet er mit einer eigenen Band, die Gastsolisten wie Dewey Redman, Sheila Jordan, Steve Lacy oder Cindy Blackman begleitet hat. Ferner unternimmt er regelmäßig Tourneen nach den USA und Europa und wirkt auch als Gast in anderen Gruppen, beispielsweise bei Marty Cook, mit.

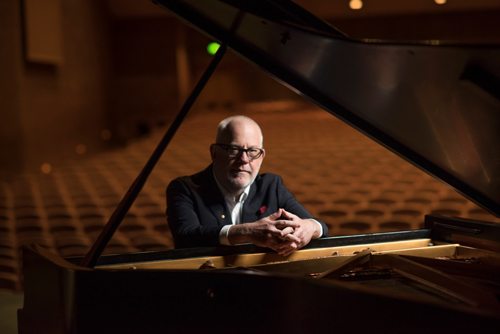
Paul Grabowsky, 2016

Mit seiner Gruppe hat er mehrere Alben eingespielt. 2003 entstand das Album Tales of Time and Space mit Branford Marsalis, Joe Lovano, Scott Tinkler, Ed Schuller und Jeff Tain Watts sowie das Trio-Album Big Adventure mit Philip Rex und Niko Schäuble, dem weitere Alben folgten. Auch begleitete er Paul Kelly auf dem Duoalbum Please Leave Your Light On (2020), das in Australien in die Charts kam. Daneben spielte er auch Filmmusik, u. a. für „It Runs In the Family“, ein. Weiterhin leitete er die Hausband einer australischen Fernsehshow und das von ihm gegründete Australian Art Orchestra. Auf dem Album Nylipidgi (2016) integrierte er Elemente des Jazz in die Musik und Mythen der australischen Aborigines.

## Lexikalischer Eintrag
- Martin Kunzler: Jazz-Lexikon. Band 1: A–L. (= rororo-Sachbuch. Band 16512). 2. Auflage. Rowohlt, Reinbek bei Hamburg 2004, ISBN 3-499-16512-0.